# Львівський автобусний завод
Львівський автобусний завод (ЛАЗ) — колишнє найбільше підприємство в Україні з випуску тролейбусів та автобусів міського, приміського і туристичного призначення. Його автобуси експлуатувалися по всьому Радянському Союзу, також завод виграв тендер на громадський транспорт для міст-господарів Євро-2012.

## Історія

### 1945–1970: Перші автобуси
Датою заснування Львівського автобусного заводу вважається 21 травня 1945 року.
У 1947 року завод дав першу продукцію. 1948 року завод випустив перші автокрани.
У 1949 року розпочалася реорганізація заводу на автомобілебудівний завод. 

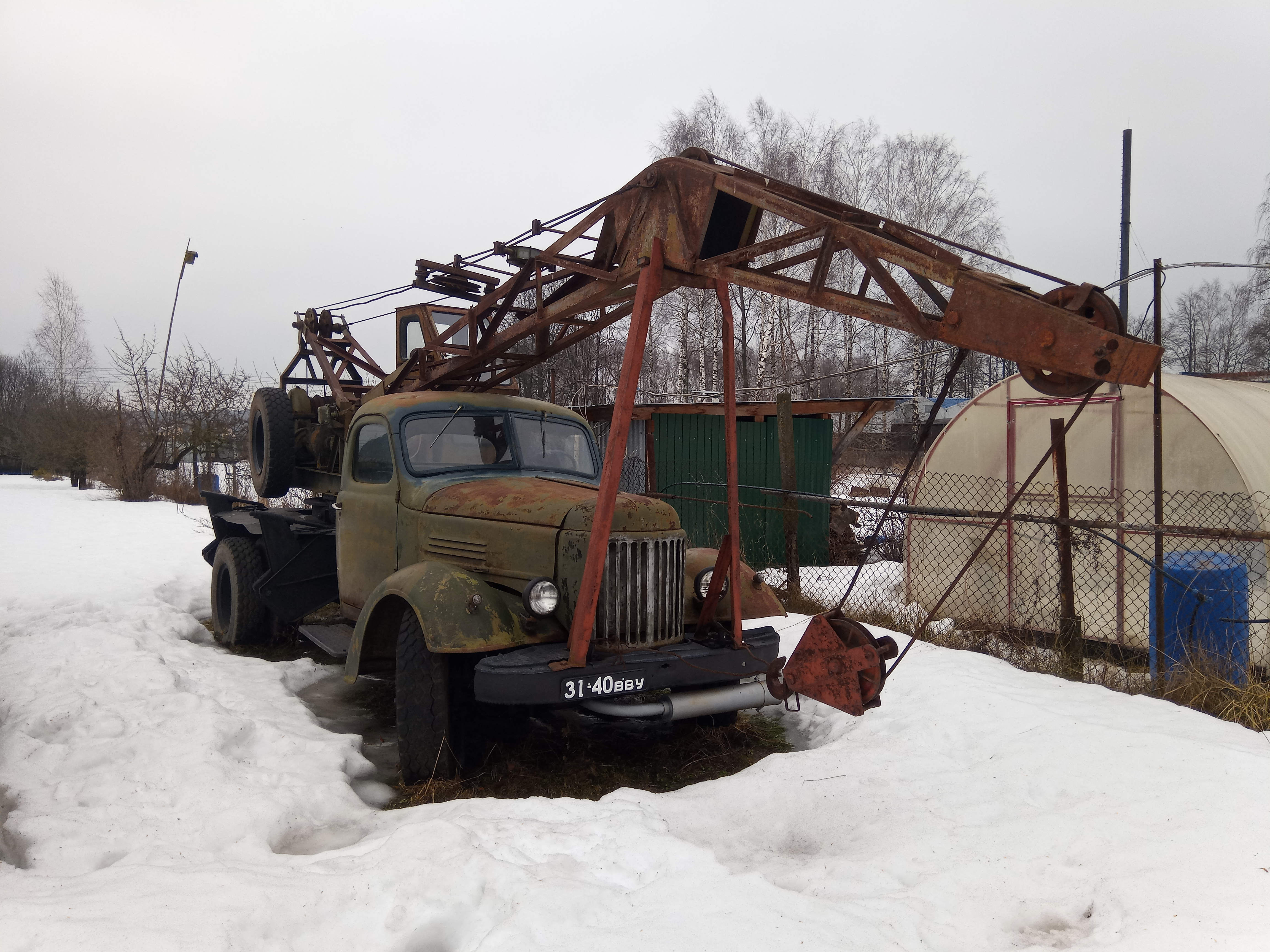
ЛАЗ-690

У 1951 році завод випустив перші автомобілі - 20 електромобілів електромобілі НАМІ–750 для розвезення пошти, але надалі випускав одновісні причепи, кузови-причепи, ковші для екскаваторів, автомобільні крани та іншу промислову продукцію.
У 1951 році завод освоїв виробництво автокрана АК-32 на шасі ЗІС-150, який після модернізації в 1955 році отримав назву ЛАЗ-690, а з 1957 року виготовлявся на шасі ЗІЛ-164.
Наприкінці 1940-х років на заводі планувалося освоїти випуск автобусів ЗІС-155 (виробництва Заводу імені Сталіна), але така перспектива керівництво заводу не задовольнила. Ініціатива створення власного автобуса була підтримана. Було закуплено кілька екземплярів тогочасних автобусів фірм Mercedes-Benz i Neoplan Bus GmbH.

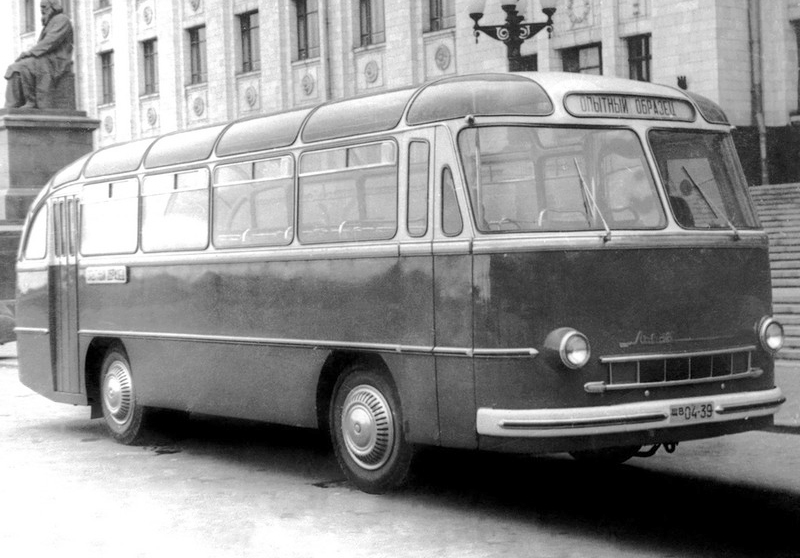
ЛАЗ 695 «Львів» — перша модель серії (1957)

У лютому 1956 року був побудований перший автобус, названий ЛАЗ 695. Це був двовісний, зі зварним кузовом 9-метровий автобус з механічною коробкою передач та двигуном ЗІЛ-124. Деталі були узяті від автобуса ЛіАЗ 158 (ЗіЛ 158), досить відомого у 1950-ті—1960-ті роки.
Автобус ЛАЗ-695 мав одну особливість: його можна було легко перетворити на санітарну машину, лише демонтувавши сидіння у салоні. Оскільки автобус розроблявся у післявоєнний період, то такий елемент був вельми виправданий. Масове виробництво цього автобуса почалося у 1956 році, з того часу випускалися нові модифікації (ЛАЗ 695Б, ЛАЗ 695Е, ЛАЗ 695Ж та інші); виробництво цього автобуса продовжувалося 46 років, до 2002 року, закінчуючи ЛАЗ 695Д11 і ЛАЗ 695Н. 46 років — стільки не випускалася серійно ще жодна модель автобуса, автобус ЛАЗ 695 обійшов угорські автобуси виробництва Ikarus, наприклад Ikarus 250 тримався на конвеєрі 28 років (1971–1998), відома у СРСР «гармошка», Ikarus 280, трималася 27 років (1973—2000); також автобусами-довгожителями є німецькі Neoplan Cityliner — півториповерхові туристичні лайнери у виробництві досі з 1971 року; Neoplan Skyliner — двохповерхові лайнери, що у виробництві вже 42 роки (з 1967 року).

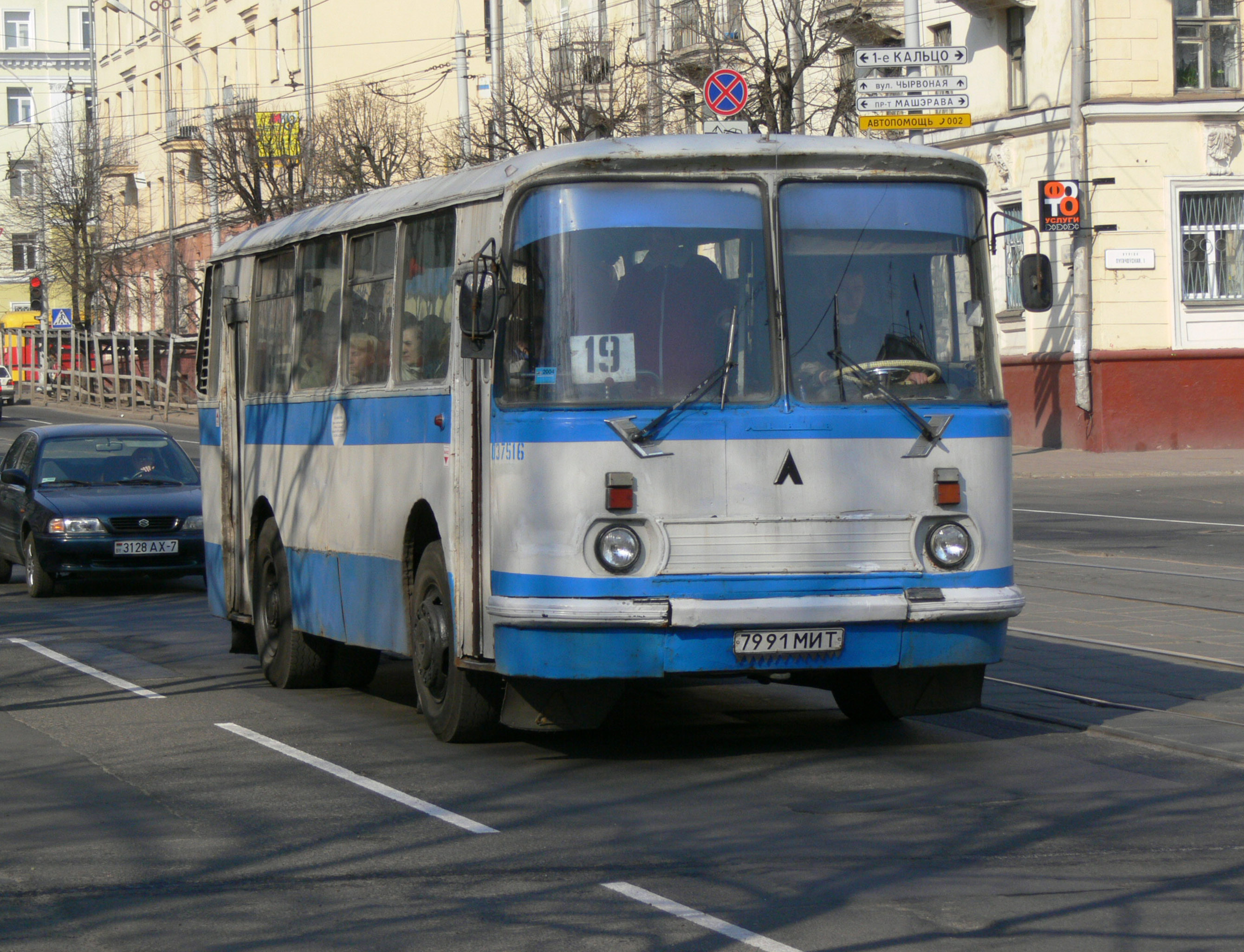
Автобус ЛАЗ 695Н

У 1968 році зібрано першу тисячу автобусів ЛАЗ 695Б, і вони отримали диплом та золоту медаль на виставці у Брюсселі.
У 1961 році було виготовлено перші моделі туристичних автобусів «Україна-1» та «Україна-2». На початку 1960-тих років через стрімкий розвиток тролейбусних систем міста України відчули потребу у постачанні нового експлуатованого рухомого складу тролейбусів. На той час головною моделлю тролейбуса в Україні був «МТБ-82» (відомий також під прізвиськом Емтебешка), однак у 1960 році їхнє виробництво припинилося, а взамін було розпочате виробництво ЗіУ-5 на Тролзі. У 1962 році у Баку на базі ЛАЗ 695Б був виготовлений тролейбус, який отримав назву БТЛ-62. Пізніше ЛАЗ виготовив такий тролейбус у Львові, він отримав індекс ЛАЗ 695Т, на ЛАЗі їх випустили 10 штук, і більша частина з них лишилася у Львові. Пізніше цей тролейбус випускався у Києві під назвою Київ-5ЛА у кількості 75 екземплярів, пізніше понад 400 екземплярів виготовлено на ОдАЗі під назвою ОдАЗ 695Т. ЛАЗ 695Т у порівнянні з МТБ-82 мав меншу масу, був динамічнішим, проте кузов його зносився швидко, і він був менш місткий, аніж «емтебешка» (для порівняння близько 60 і 86 місць).
У 1960-х роках був запущений туристичний автобус ЛАЗ-697Е, який мав регульовані крісла, які на міжміських Ikarus'ах з'явилися лише у їхніх найновіших випусках, також він мав холодильник, розвивав швидкість до 75 км/год. Також у 1966 році було випущено кілька екземплярів ЛАЗ 698, який серійно не випускався і був пізніше реінкарнований у ЛАЗ 4202. Першим директором Львівського автобусного заводу був Кашкадамов Борис Павлович (1953—1966).

### 1970—1991

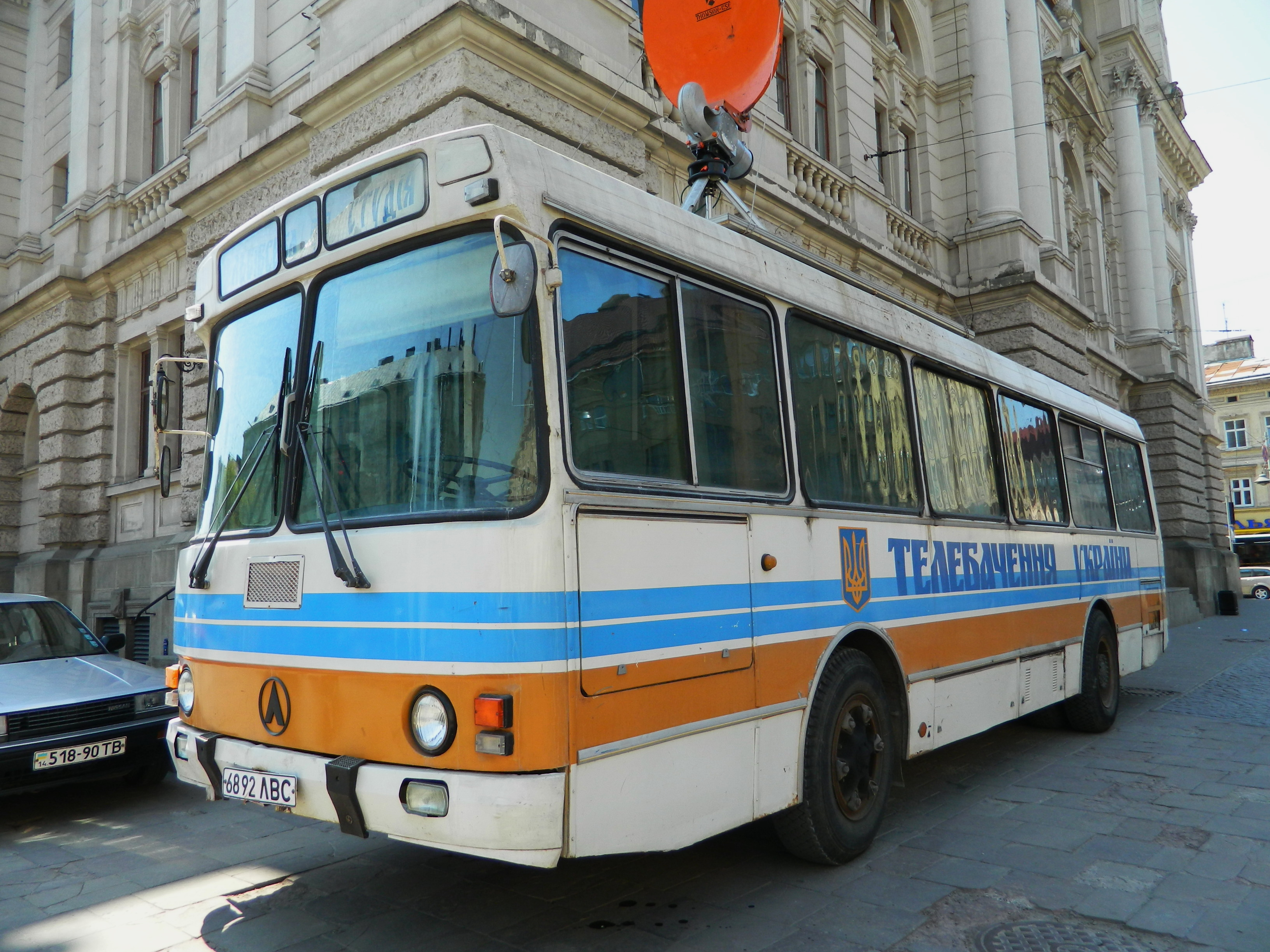
ЛАЗ 4202

У 1970 році Львівський автобусний завод переходить на випуск модернізованих автобусів ЛАЗ 695М, а також міжміських ЛАЗ 675Е. У 1974-му році було випущено 100-тисячний автобус.
У 1977—1978 роках починає розроблятися новий 9-метровий міський автобус ЛАЗ 4202, він мав автоматичну коробку передач і механічну підвіску; незважаючи на те, що був 9-метровим, у нього уміщалося до 100 чоловік; цей автобус був низькоякісний і мав дуже низький експлуатаційний строк, саме тому до обсягів випуску ЛАЗ 695 він не доріс і випускався до середини 1980-х років, його наступник — ЛАЗ 5252.
ЛАЗ 5252, наступник ЛАЗ 4202 почав проєктуватися ще наприкінці 1970-х років, разом з автобусом ЛіАЗ 5256, ще тоді далеким від свого сучасного вигляду. Однак 5252 був запущений у серійне виробництво лише після розпаду Радянського Союзу, на початку 1990-х років ЛАЗ-5252 є автобусом великого класу, розміри його були майже ідентичним з Ikarus 260, якого він мав замінити. Ця модель мала чимало модифікацій з різними двигунами а також мала тролейбусну модифікацію ЛАЗ 52522.
У 1978 році зійшов з конвеєра ЛАЗ 4202, він випускався до середини 80-х, також випускалася його модифікація ЛАЗ 4202-10.
У 1985 році був виготовлений перший зразок міжміського автобуса ЛАЗ 4207, який пізніше був значно поліпшений. У 1988 році Львівський автобусний завод виготовив 14646 автобусів — найбільшу кількість за всю свою історію.

### 1991—2000

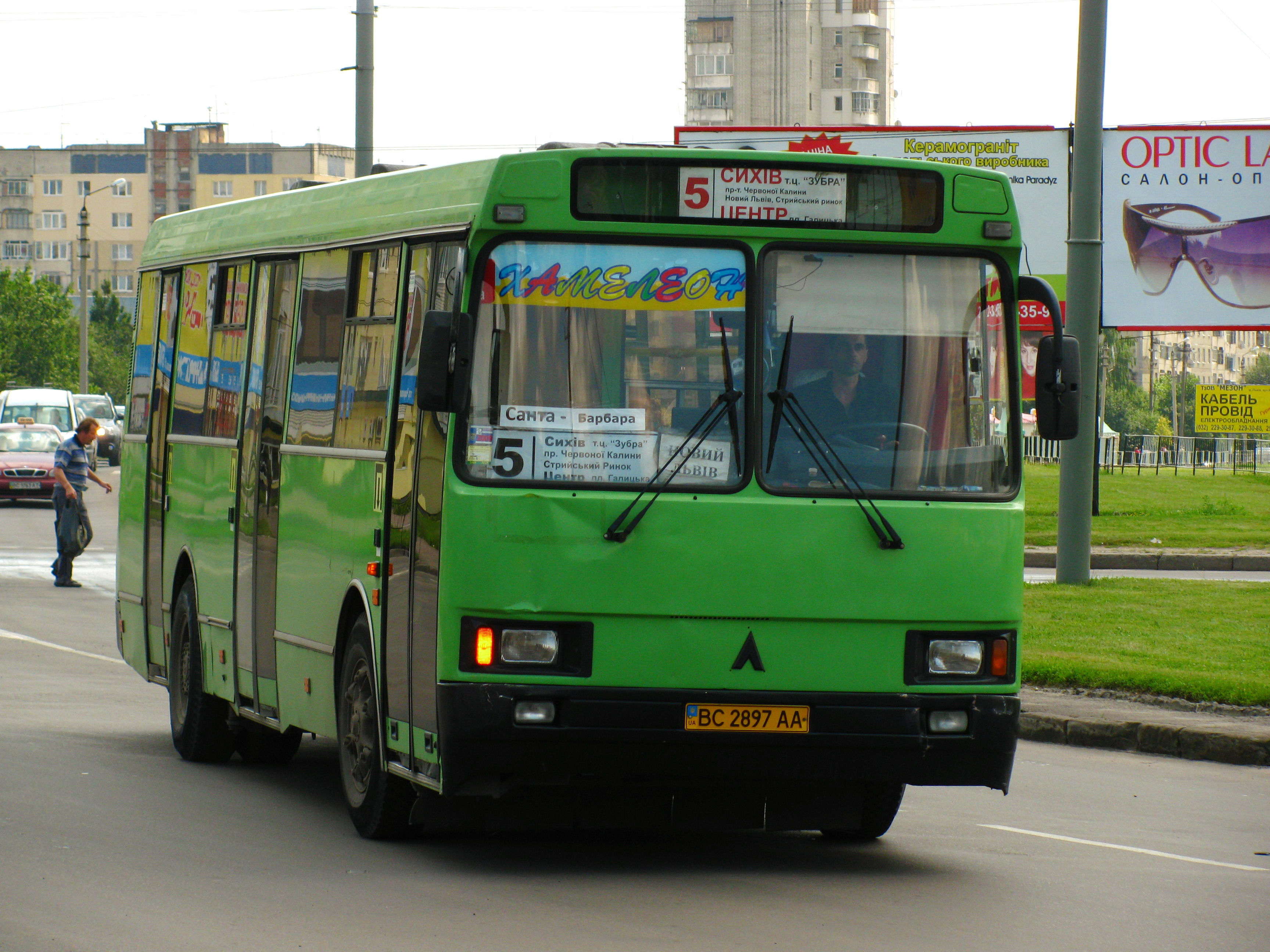
ЛАЗ 52528

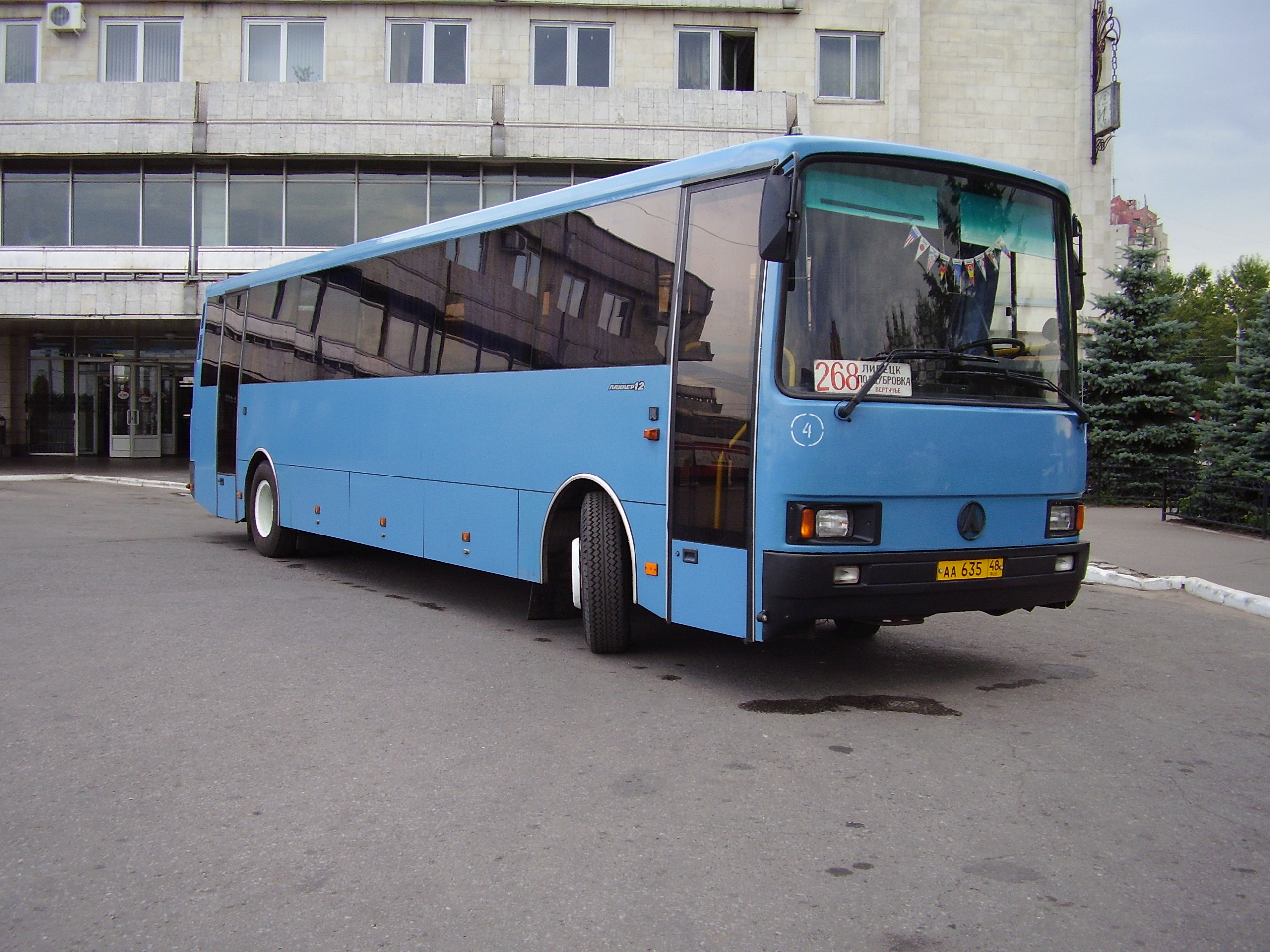
Лайнер-12

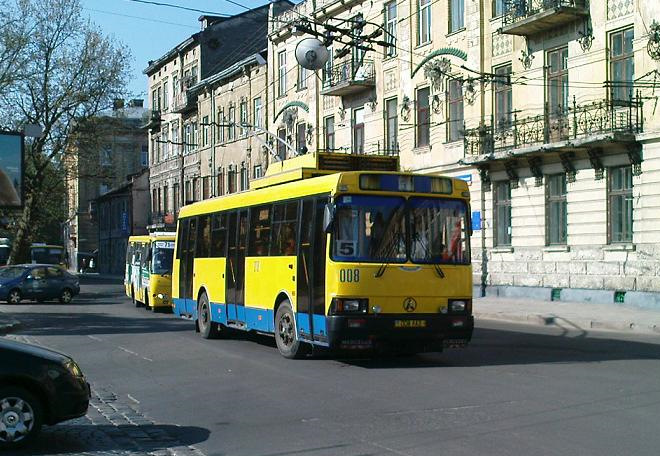
Тролейбус ЛАЗ-52522

Після розпаду СРСР з'явилась потреба у міському автобусі великого класу (на зразок Ikarus 260), тож з 1992 року завод випускає модель ЛАЗ-5252, що подекуди нагадувала ЛАЗ-4202.
Восени 1992 року на базі ЛАЗ-5252 виготовляють перший (після ЛАЗ-695Т) львівський тролейбус з індексом ЛАЗ-52522, що весною 1993 року під № 001 виходить на маршрути Львова. Списаний з тролейбусного депо він був у 2008 році. Перші ЛАЗ-52522 мали ряд серйозних недоліків з електрообладнанням, які пізніше частково були усунені. Комплектувались тролейбуси харківськими електродвигунами ЕД138АУ2 та реостатно-контакторною системою керування. Вже за кілька років експлуатації виявились поломки, зокрема проблеми з панеллю приладів, руйнування обшивки каркаса. Тролейбуси ЛАЗ-52522 серійно випускалися до 1998 року (до цього часу побудовано 75 екземплярів), але не витримали конкуренції з ЮМЗ Т2. Остаточно їх виробництво припинили у 2004 році.
У 1994 році на базі підприємства було створено Відкрите акціонерне товариство «Львівський автобусний завод», контрольний пакет акцій якого належав Фонду Держмайна України. Розпочате виробництво міжміських автобусів великого класу ЛАЗ 5207. У 1995 році модельний ряд ЛАЗу поповнився 11 новими моделями автобусів, які були або принципово новими (прототипи «Лайнер-10», «Лайнер-12»), або модифікаціями серійних машин.
Наприкінці 1990-х років проводиться рестайлінг автобусів ЛАЗ-5252 та його модифікацій, вони отримують нове оздоблення салону, тоновані шклопакети та деякі інші нововведення (ЛАЗ 5252#Елементи рестайлінгу). Рестайлінг тролейбусів торкнувся лише у 2004 р. Найвдалішим рестайлінгованим автобусом був ЛАЗ 52528, він випускався до 2005 року, конкуруючи рік з новими низькопідлоговими моделями.

### 2000—2010

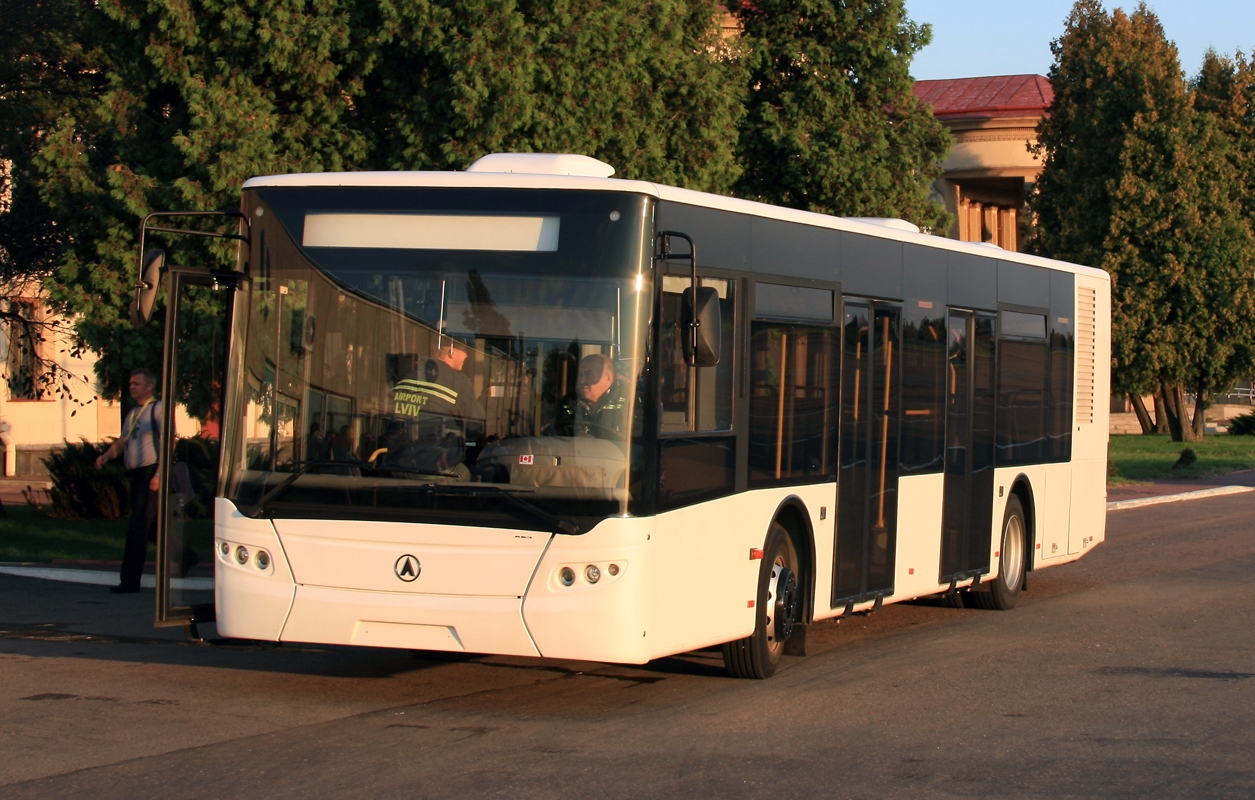
Сучасний «ЛАЗ», що обслуговує аеропорти

З 2001 року завод набуває статусу приватного підприємства з колективною формою власності.
У 2002 році розпочався випуск чотирьох зовсім нових моделей автобусів: приміських та туристичних «Лайнер−9», «Лайнер−10», «Лайнер−12», а також особливо великих міських ЛАЗ-А291; адаптовано до вимог ринку велику міську модель ЛАЗ-5252.
У серпні 2003 року зі складального цеху виїхав півтораповерховий туристичний ЛАЗ-5208 — перший автобус з сім'ї абсолютно нових моделей із назвою НеоЛАЗ. У травні 2004 року були представлені дві наступні моделі з родини НеоЛАЗ: міський автобус з низьким рівнем підлоги ЛАЗ-А183 «Сіті» і перонний автобус з низьким рівнем підлоги ЛАЗ-АХ183 «Аеропорт».
Модельний ряд автобусів обладнано двигунами Ярославського моторного заводу (Росія), німецької фірми «Deutz» та задніми мостами «Raba» (Угорщина).
7 червня 2006 року ЗАТ «Львівський автомобільний завод» (ЛАЗ) змінив назву на «Завод комунального транспорту».

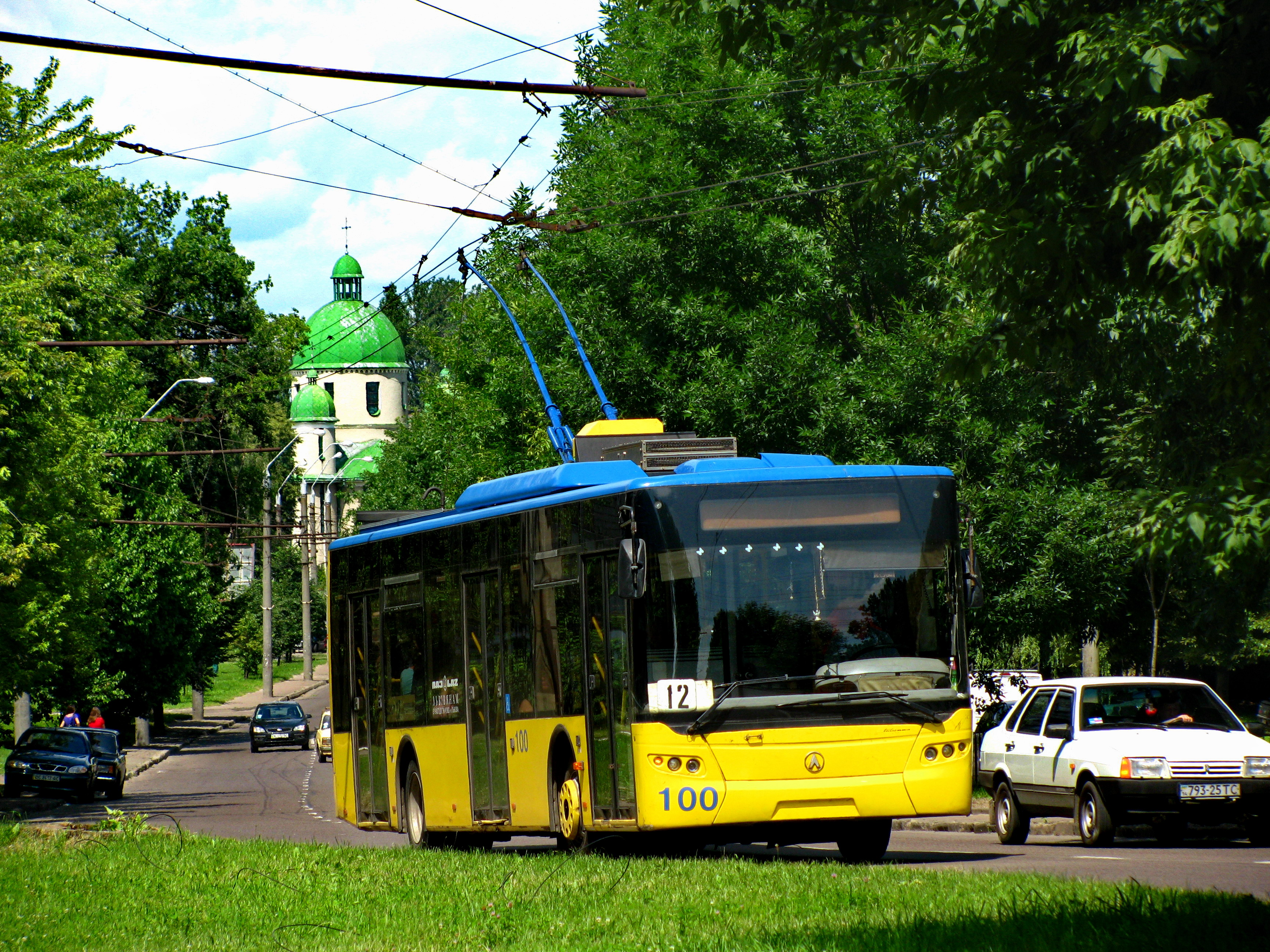
Тролейбус ЛАЗ Е183

У березні 2010 року уряд України обрав ЛАЗ основним постачальником муніципального транспорту для міст, що приймали Євро-2012.

### 2010—2018. Банкрутство підприємства. Арешт активів
За даними низки ЗМІ, автобусний завод належить Ігорю Чуркіну — племінникові російського політика Чуркіна Віталія Івановича. Пізніше Віталій Чуркін заявив, що племінників у нього немає.
Хоча ЛАЗ виграв тендер на виробництво громадського транспорту для міст-господарів Євро-2012, після турніру працівники нарікали на скорочення штату, затримки зарплати та розпродаж майна підприємства. 2013 року обладнання заводу вивозять на Дніпровський автобусний завод (м. Кам'янське), який також належить Чуркіну. Підприємець повідомив, що там вироблятимуть автобуси ЛАЗ, натомість у Львові залишиться виробництво тролейбусів і туристичних автобусів.
26 травня 2014 року Державна виконавча служба України видала постанову про арешт майна заводу-боржника. Пізніше приміщення виставлено на аукціон.
У листопаді 2014 року Львівський автобусний завод випустив перший санітарний автобус для транспортування поранених із зони бойових дій. Перший екземпляр автобуса отримав 66-й мобільний госпіталь Військово-медичного клінічного центру Західного регіону.
2014 року холдинг змушений був зупинити виробництво на заводах у Львові та Кам'янському.
2015 року голова Львівської ОДА Синютка повідомив: «Я особисто був на заводі. Там ще не все повивозили й розікрали. Як мене запевнили ветерани підприємства, кількість верстатного обладнання, виробничий конвеєр і інше устаткування дозволяє налагодити виробничий процес». Експерти сумнівалися в можливості відновити виробництво через простій конвеєрів та відсутність сучасного обладнання.
2016 року ЛАЗ знову опинився в центрі скандалу — виявилося, що колишні приміщення заводу купила фірма, пов'язана з Чуркіним, який і довів ЛАЗ до банкрутства раніше.
8 лютого 2018 року було оприлюденно проєкт постанови Львівської міської ради, якою передбачається виділення коштів на викуп підприємства з метою його відновлення.
15 лютого 2018 року депутати Львівської міської ради вилучили з порядку денного питання виділення коштів на викуп підприємства у росіян.
Від початку 2018 року завод відновив виробництво та реалізацію автобусів моделей А183 та А191. З початку 2018 року до червня компанія реалізувала 7 автобусів: 4 — А183 та 3 — А191.

### 2019— до т.ч.
Станом на середину березня 2019 року на сайті заводу можна було побачити повідомлення такого змісту: «Шановні партнери! У нас відбувається розпродаж складських запасів нових автобусів A183F0 Euro-3».
Після банкрутства та початку процедури ліквідації ЛАЗ залишився чимало винен кредиторам, місту та країні. Лише державний «Укрексімбанк» понад 15 років у судах намагається повернути заборгованість за кредитними договорами від 2004 року.
Не маючи інших дієвих шляхів стягнути з боржника гроші, 5 червня 2021 року державний «Укрексімбанк» з метою пошуку стратегічного інвестора виставив на відкриті торги права вимоги щодо кредитних договорів та дебіторської заборгованості заводу
«Укрексімбанк» продав на відкритих торгах борги збанкрутілого Львівського автобусного заводу. Права вимоги за кредитними договорами та дебіторську заборгованість заводу перед банком за понад 170 млн грн купила київська компанія, власником якої є львівський бізнесмен Максим Чухен. Для Львова ця подія стала найрезонанснішою новиною влітку 2021 року. Питання подальшої долі заводу неодноразово порушувалося місцевою владою. У боротьбу за лот вступили одразу шість учасників. У процесі торгів ціна зі стартової у 76,5 млн грн перевищила 170 мільйонів. Переможцем стала українська компанія, яка могла б і надалі інвестувати у місцеву економіку. Але відразу і банк, і потенційний інвестор зіткнулися із запеклою протидією з боку боржника. Активізувалися «власники» ЛАЗу, які ніяк не проявляли себе з росії, в плани яких явно не входила економічна стабільність України.
Після приватизації підприємство кілька разів змінювало назву — «ЛАЗ», «Пасавтотранс», «Завод комунального транспорту», «Холдингова компанія ЛАЗ», «Львівський автобусний завод», «Львівський автомобільний завод», «Львівські автобусні заводи» та структуру власності. Завжди залишаючись під контролем Чуркіна, тому його обґрунтовано називають винуватцем умисного знищення підприємства.
4 травня 2022 року мер міста Андрій Садовий повідомив, що через війну в Україні ЛАЗ може бути націоналізованим. В майбутньому тут планується виробництво електромобілів.
5 липня 2022 року суди нарешті розблокували продаж боргів легендарного ЛАЗу, накопичених росіянином Ігорем Чуркіним. Львівський автобусний завод за часів Радянського Союзу був найбільшим підприємством в Україні з випуску пасажирського автотранспорту. Навіть після того, як 20 років тому Фонд державного майна України продав контрольний пакет заводу фірмі російського бізнесмена Ігоря Чуркіна, його доля, здавалося, непогано складалася. Але у жовтні 2014 року підприємство зупинилося, тисячі працівників було звільнено. З того часу територія заводу площею понад 50 га неминуче приходила в запустіння.
У червні 2022 року, через рік боротьби, банку та переможцю аукціону нарешті вдалося відстояти свої права. Судді різних судових юрисдикцій у різних галузях права (у кримінальному провадженні суддя Бортницька В. В. та у господарському процесі суддя Турчин С. О.) предметно вивчили обставини накладення арешту та дійшли повністю обґрунтованого висновку про їх безпідставність.
Матеріалу на Ігора Чуркіна з низки скандальних історій зі знищенням колись потужних українських підприємств у правоохоронців зібрано хоч греблю гати. Три роки тому він судився із СБУ, яка заборонила йому в'їзд до України терміном на 5 років. До цього затримувався прокуратурою за навмисну невиплату зарплати робітникам та ухилення від нарахувань до пенсійного фонду.
Зараз більшість юридичних осіб, які володіли у різні періоди ЛАЗом та його майном, є банкрутами, роками уникаючи відповідальності. Державний банк продовжував зазнавати величезних збитків, а нормальний інвестор не міг зайти на збанкрутілий завод. Вражаюча толерантність до бенефіціара з країни-агресора. Проте, з'явилася надія на те, що діям цієї особи, яка впродовж майже 30 років відверто займалася антиукраїнською діяльністю, буде дана заслужена оцінка. Тим більше зараз, коли в умовах війни державний «Укрексімбанк» обстоює економічні інтереси країни,  суспільство чекає, що правоохоронці та інші державні інституції також стануть на варті закону.
У квітні 2024 року стало відомо, що на території заводу планують зробити логістичний хаб.

## Розслідування
У липні 2022 року ДБР повідомило про підозру громадянину рф та його спільнику, які намагалися обманом зберегти майно підприємства ТОВ «Львівські автобусні заводи». Встановлено, що підприємство, власником якого був громадянин рф Ігор Чуркін, взяло значний кредит у державному банку під заставу свого майна. В подальшому, Ігор Чуркін витратив гроші на власний розсуд та відмовився повертати кредитні кошти банку. Водночас він не хотів втрачати майно підприємства, яке перебувало у заставі. Тому російський бізнесмен розробив схему блокування проведення аукціону з продажу заставного майна українським банком. Підконтрольний олігарху керівник підприємства, під контролем сина олігарха, подав до поліції завідомо неправдиву заяву про нібито вчинення кримінального правопорушення представниками банку. Він звинуватив службових осіб установи у вигаданому особливо тяжкому правопорушенні. Така заява стала підставою для реєстрації кримінального провадження та накладення арешту на заставне майно. Громадянину росії повідомлено про підозру за статтею 383 КК України (завідомо неправдиве повідомлення органу досудового розслідування про вчинення кримінального правопорушення, поєднані з обвинуваченням особи в особливо тяжкому злочині). Своєю чергою керівник підприємства, який на вимогу росіянина повідомив про завідомо неправдивий злочин, був визнаний судом винним та отримав покарання у вигляді позбавлення волі протягом 2-х років (зі звільненням від основного покарання із випробування строком в 1 рік). На підставі зібраних ДБР доказів, 31 січня 2024 року правоохоронними органами Аргентини сина російського бізнесмена Ігоря Чуркіна, який намагався зберегти активи в Україні коштом державного банку, було затримано. Вирішується питання щодо екстрадиції росіянина до України. Процесуальне керівництво здійснює Офіс Генерального прокурора.

## Статистика випуску
| Роки випуску                  | 2007 | 2008 | 2009 | 2010 | 2011 | 2012 | 2013 | 2014 | 2015 | 2016 | 2017 | 2018 | 2019 |
| ----------------------------- | ---- | ---- | ---- | ---- | ---- | ---- | ---- | ---- | ---- | ---- | ---- | ---- | ---- |
| Кількість випущених автобусів | 290  | 107  | 0    | 89   | 97   | 0    | 0    | -    | -    | -    | -    | 8    | 2    |

## Модельний ряд

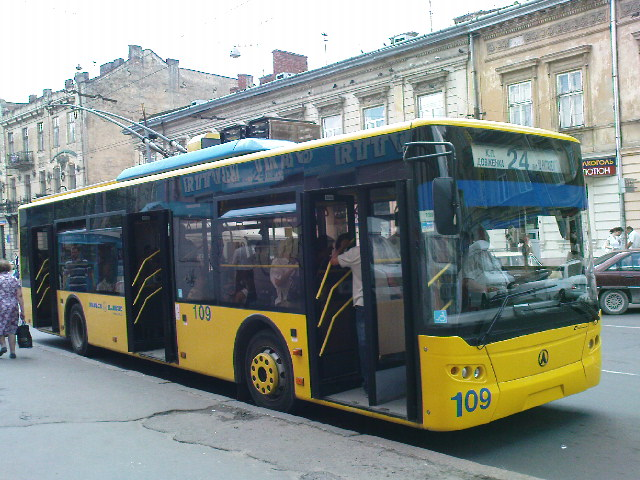
ЛАЗ Е183
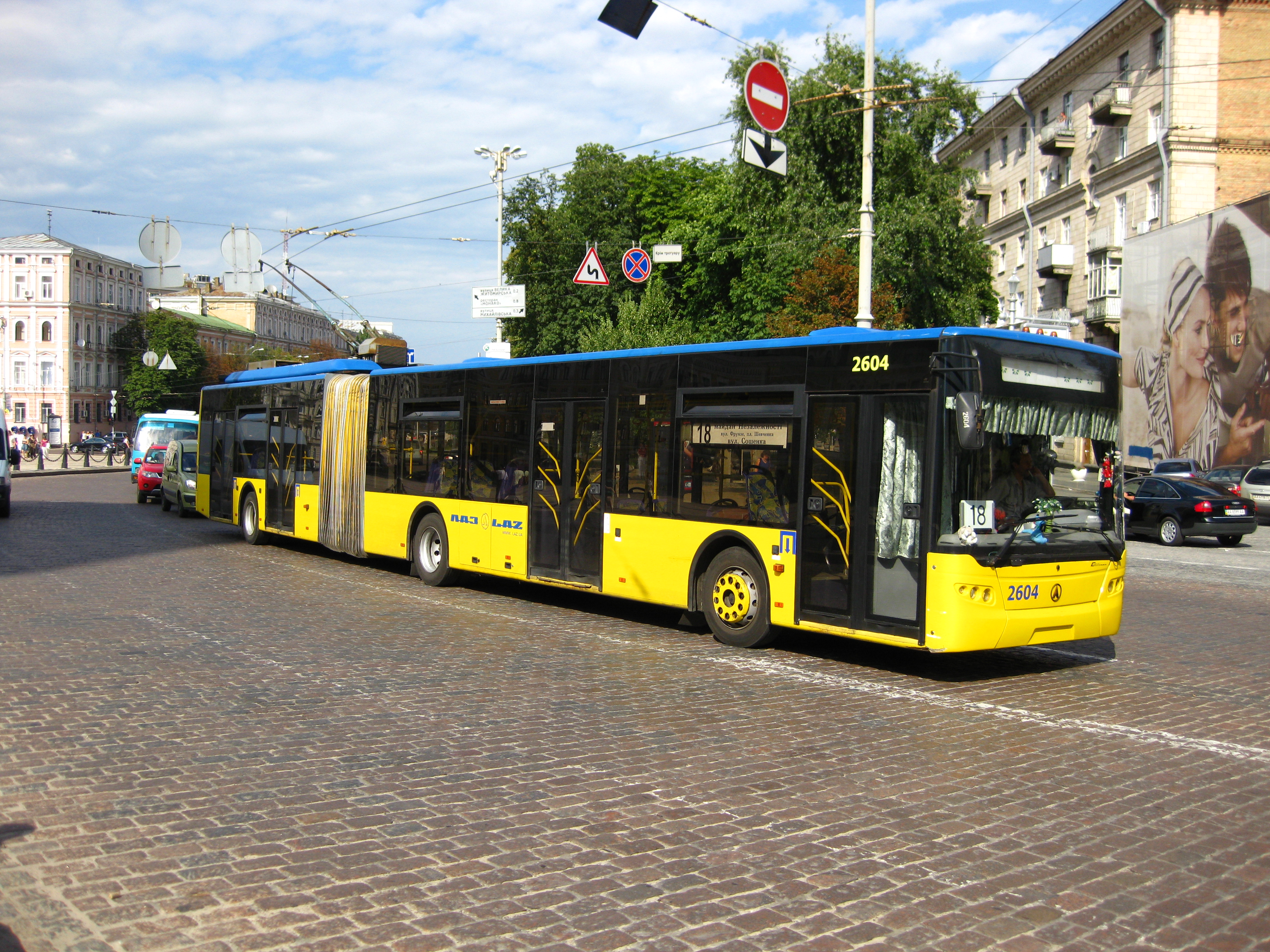
ЛАЗ Е301

Автобуси

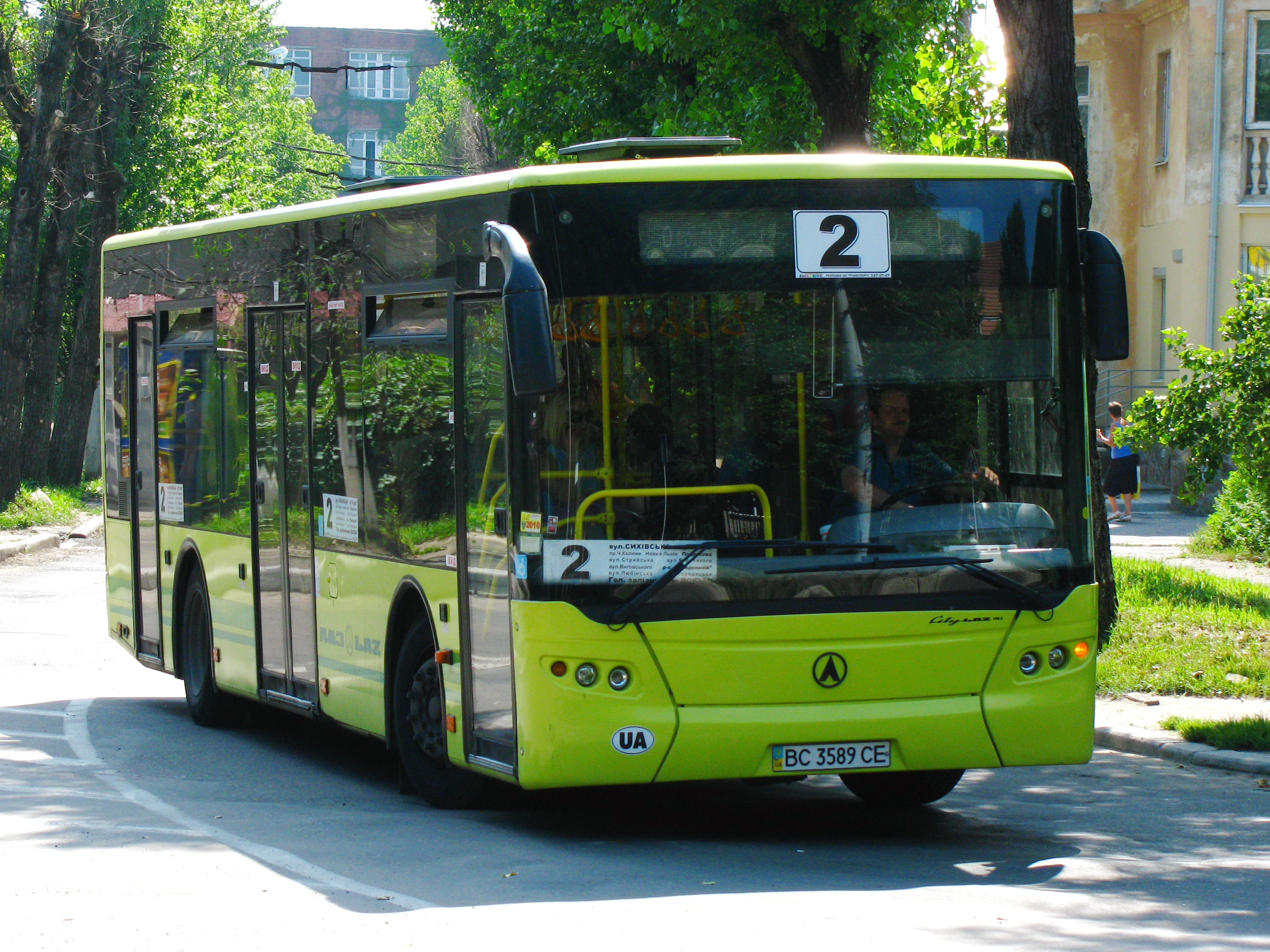
ЛАЗ А152D0
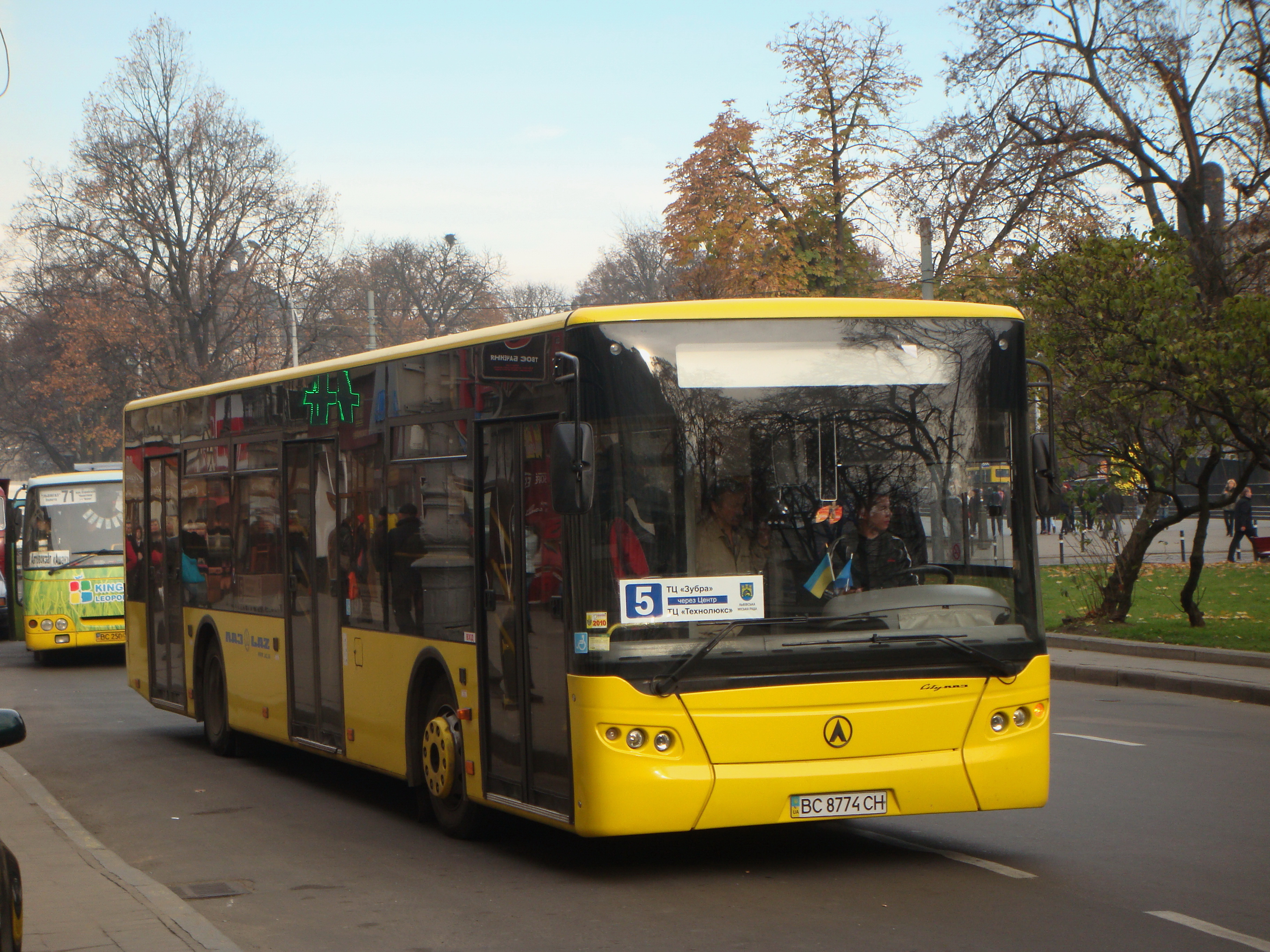
ЛАЗ А183
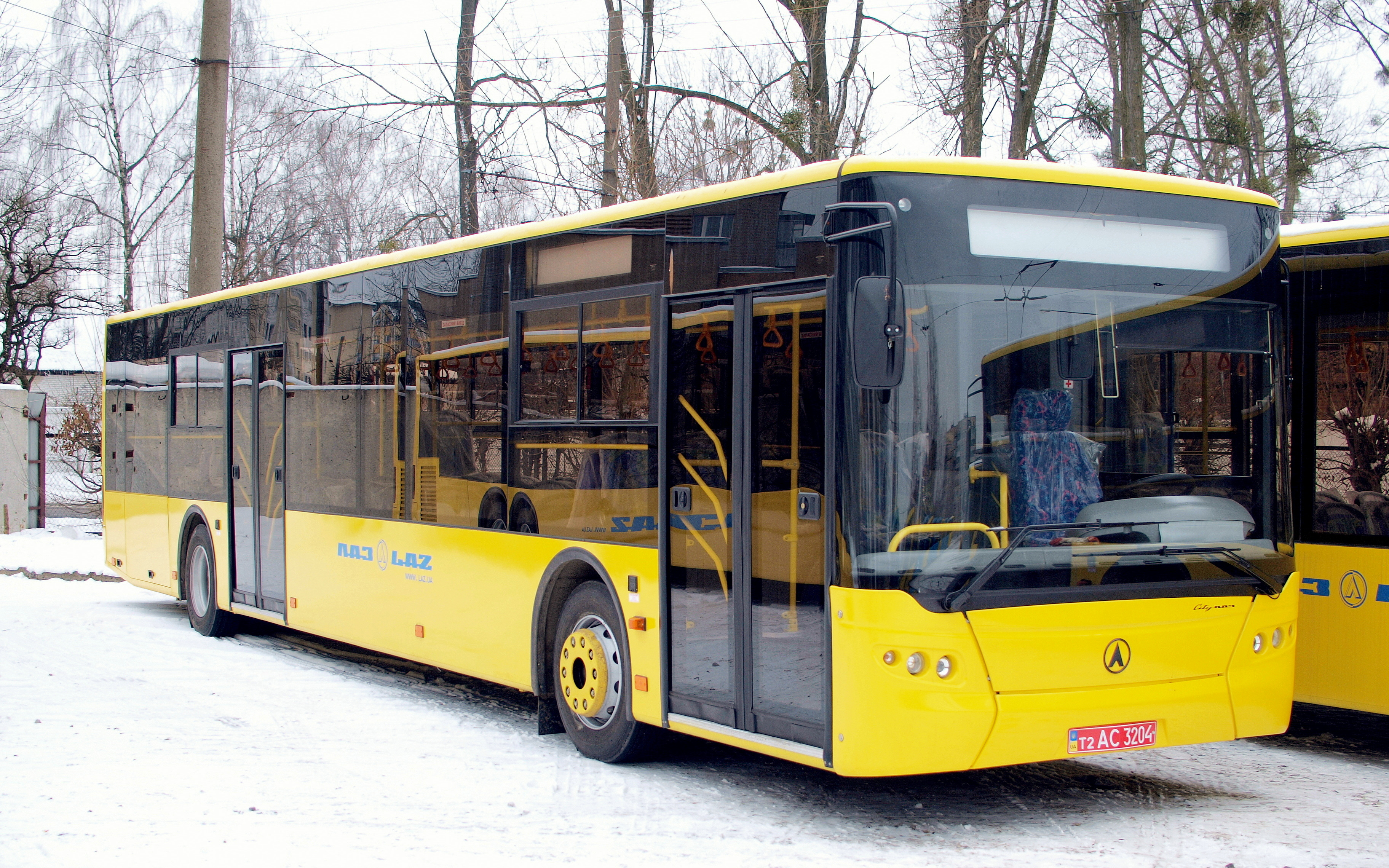
ЛАЗ А191F0
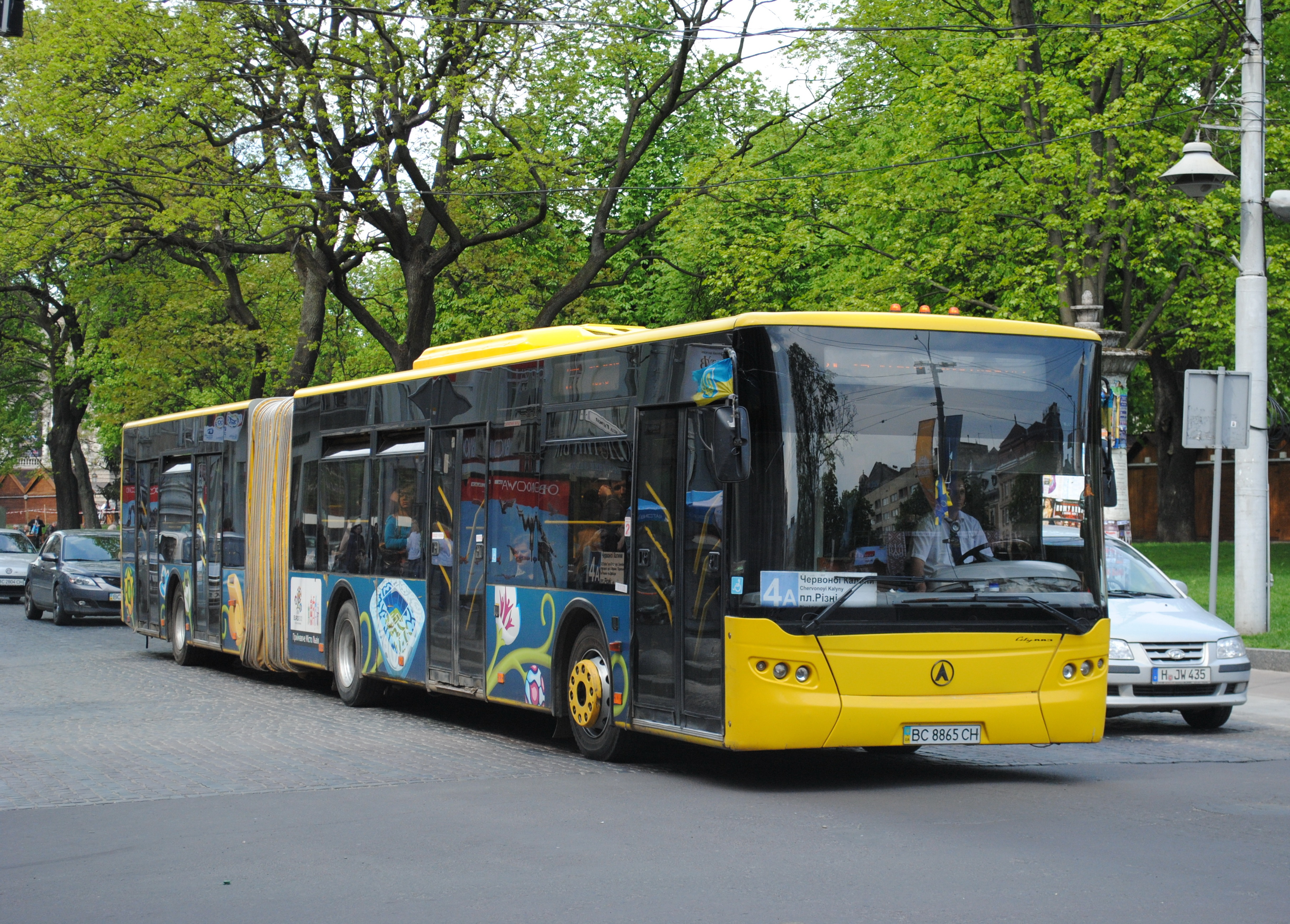
ЛАЗ А292D1
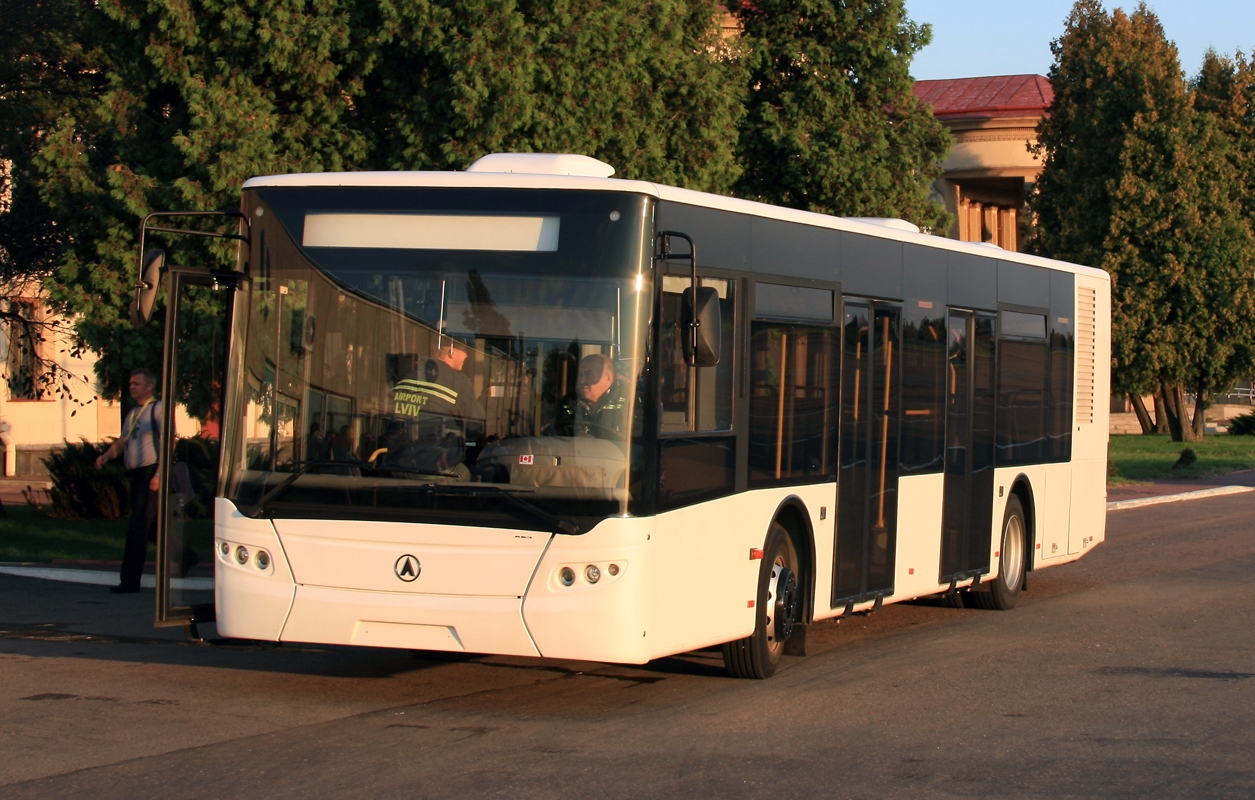
ЛАЗ AX183D
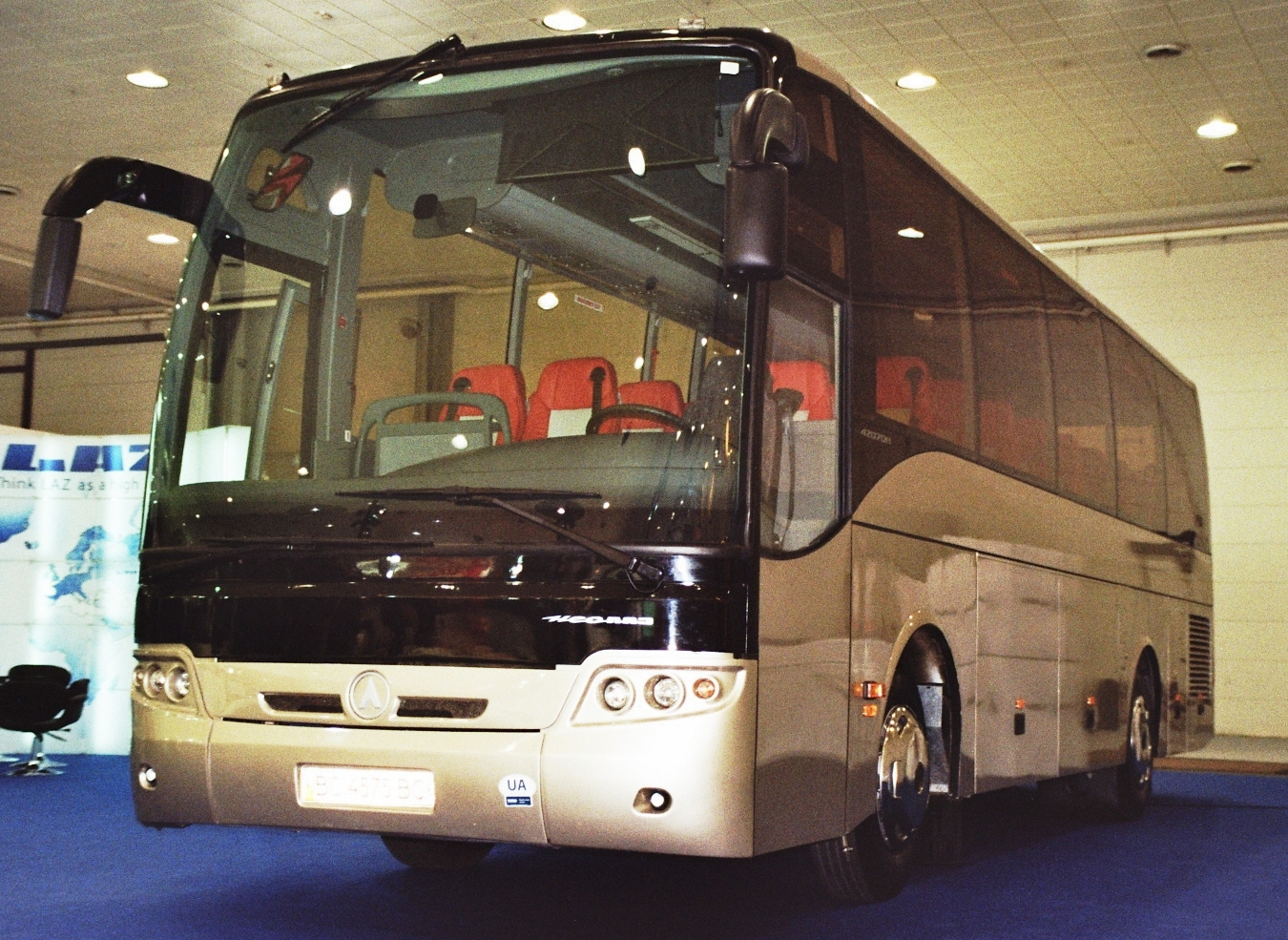
ЛАЗ-4207DM "НеоЛАЗ"
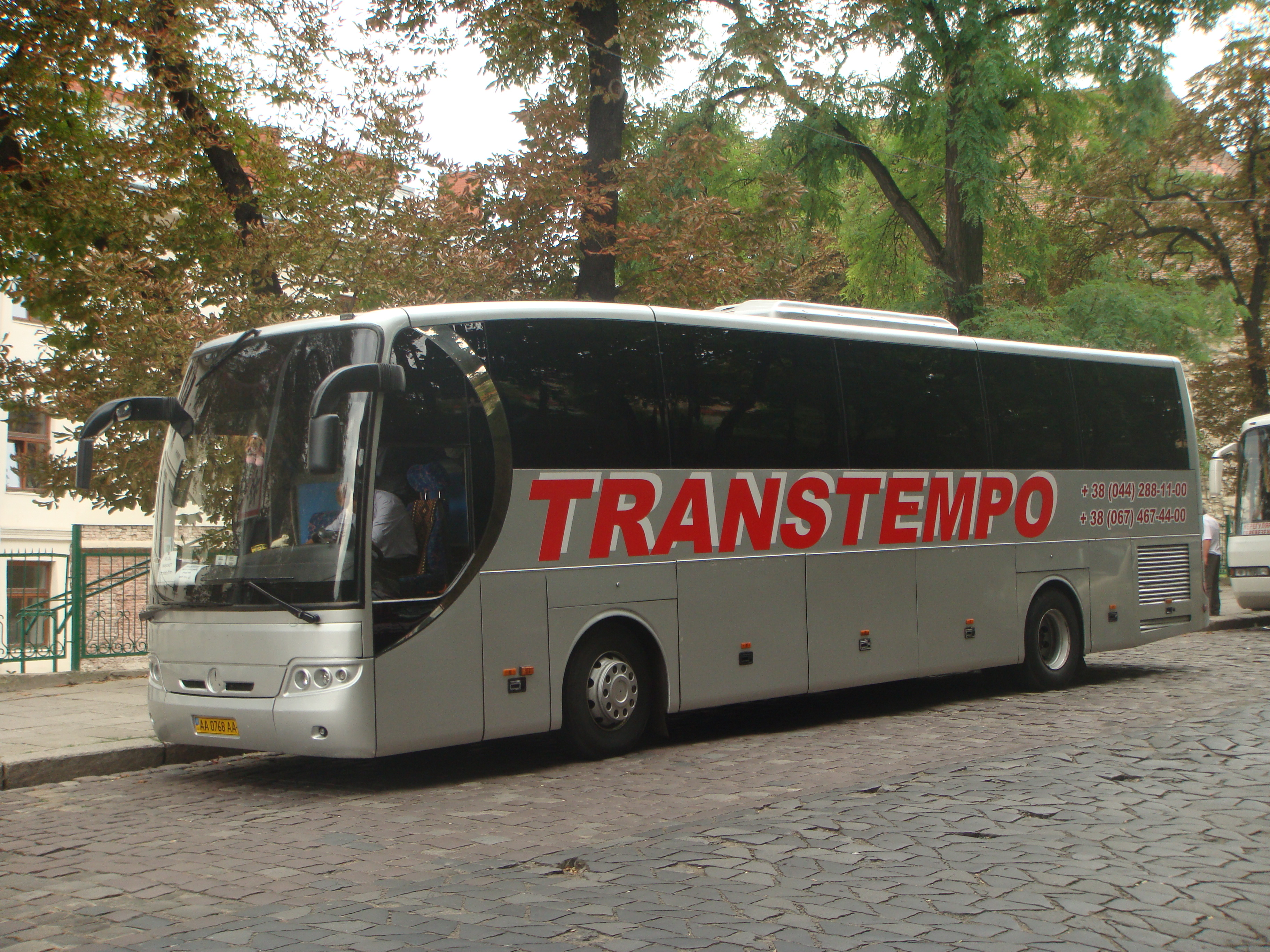
ЛАЗ-5208 "НеоЛАЗ"

Тролейбуси
- ЛАЗ Е183
- ЛАЗ Е301

## Преса про завод
- ЛАЗ вручив нові автобуси містам-господарям Євро-2012
- Ігор Чуркін (голова спостережної ради ЛАЗ) створює хокейну команду [Архівовано 18 листопада 2011 у Wayback Machine.]
- Рено і ЛАЗ планують спільний випуск машин «швидкої допомоги» [Архівовано 26 вересня 2011 у Wayback Machine.]
- Чат-конференція з головою спостережної ради холдингу ЛАЗ Ігорем Чуркіним [Архівовано 11 жовтня 2011 у Wayback Machine.]
- ЛАЗ — офіційний перевізник Євро-2012, — Ігор Чуркін [Архівовано 25 вересня 2011 у Wayback Machine.]
- Голова правління ЛАЗу Ігор Чуркін підтвердив слова Бойка щодо боргу та нового великого замовлення [Архівовано 9 листопада 2014 у Wayback Machine.]
- Ігор Чуркін: Попри прогнози скептиків, «ЛАЗ» працює і буде працювати [Архівовано 13 листопада 2013 у Wayback Machine.]